# Пињола
Пињола (итал. Pignola) је насеље у Италији у округу Потенца, региону Базиликата.
Према процени из 2011. у насељу је живело 3599 становника. Насеље се налази на надморској висини од 898 м.

## Становништво
Према резултатима пописа становништва 2011. у општини је живело 6.699 становника.
| 1931. | 1936. | 1951. | 1961. | 1971. | 1981. | 1991. | 2001. | 2011. |
| ----- | ----- | ----- | ----- | ----- | ----- | ----- | ----- | ----- |
| 2.620 | 2.969 | 3.773 | 4.063 | 3.821 | 3.988 | 4.681 | 5.483 | 6.699 |